# ایگور سیسلینگ
 ایگور سیسلینگ (انگلیسی: Igor Sijsling؛ زادهٔ ۱۸ اوت ۱۹۸۷) یک تنیس‌باز اهل هلند است.